# ČEZ Арена (Острава)
ČEZ Арена (чеськ. ČEZ Aréna) — спортивна споруда в місті Острава, Чехія. Розташована у районі Вітковиці. Призначена переважно для хокейних матчів.
Арену відкрито в 1986 році та реконструйовано у 2003-2004 роках за 23,3 млн євро. Місткість арени становить 9568 осіб, також є 18 скай-боксів, щоробить споруду четвертою найбільшою хокейною ареною у Чехії. Ігрове поле може бути конвертоване у місця для проведення концертом, і таким чином місткість арени збільшується до 12 тисяч осіб.
Є домашньою ареною хокейного клубу «Вітковиці».
У листопаді 2003 року арена отримала свою теперішню назву — ČEZ Aréna.
У травні 2011 року заступник міського голови Острави з питань інвестицій Їржі Срба оголосив про залучення інвестицій в розмірі 10 мільйонів чеських крон у стадіон того ж року.

## Змагання
На арені проводилась велика кількість спортивних змагань. Найголовнішим видом змагань є хокей. Проте організовуються змагання також з інших видів спорту.

### Хокей
Першим важливим міжнародним змаганням з хокею, який приймала арена, був Юніорський чемпіонат світу з хокею 1994 року.
У 2004 році на арені проводяться матчі чемпіонату світу з хокею. У 2015 році арена спільно з O2-Ареною у Празі знову приймають чемпіонат світу у найвищому дивізіоні.

### Інші змагання
У 1986 році арена приймала Жіночий чемпіонат світу з волейболу.
У 2005 році проводився Чемпіонат Європи з міні-футболу.
У 2008 році тут відбулися матчі групового етапу чоловічого чемпіонату світу з флорболу.
У 2010 році арена приймає Чемпіонат Європи з настільного тенісу та жіночий чемпіонат світу з баскетболу.
На арені також проводила матчі Кубка Девіса збірна Чехії з тенісу.